# Місто Ізяслава-Святополка
Город Ізяслава-Святополка (помилково — місто Ізяслава-Святополка) — широко вживана в науковій літературі умовна назва однієї з фортифікованих частин давнього Києва, що розміщувалася на північно-східному відрозі Старокиївського плато — Михайлівській горі (нині верхня тераса Володимирської гірки). Це був ізольований з трьох боків мис зі стрімкими схилами в бік Хрещатицького яру та Дніпра. Від решти основного масиву Старокиївського плато (за винятком невеликого перешийка) його відділяли два яри. Один спускався до Хрещатицької долини трасою сучасної вул. Михайлівської. Інший від Михайлівської площі йшов у бік дніпровських схилів (верхньої станції сучасного фунікулера).

## Дослідження
Археологічні дослідження проводили О.Анненков (1838), Т. Мовчанівський (1936), М. Каргер (1938, 1948–49), І. Іванцов (1938), Г. Корзухіна (1940), В. Харламов (1992–95), Г. Івакін (1996–99).

## Забудова

Місто Ізяслава-Святополка у 12 ст. У центрі Михайлівська церква, за нею в'їзна брама, праворуч церква Дмитрівського монастиря. Ліворуч «місто Володимира» із Василівською церквою, на задньому плані Дніпро, Почайна та Поділ.

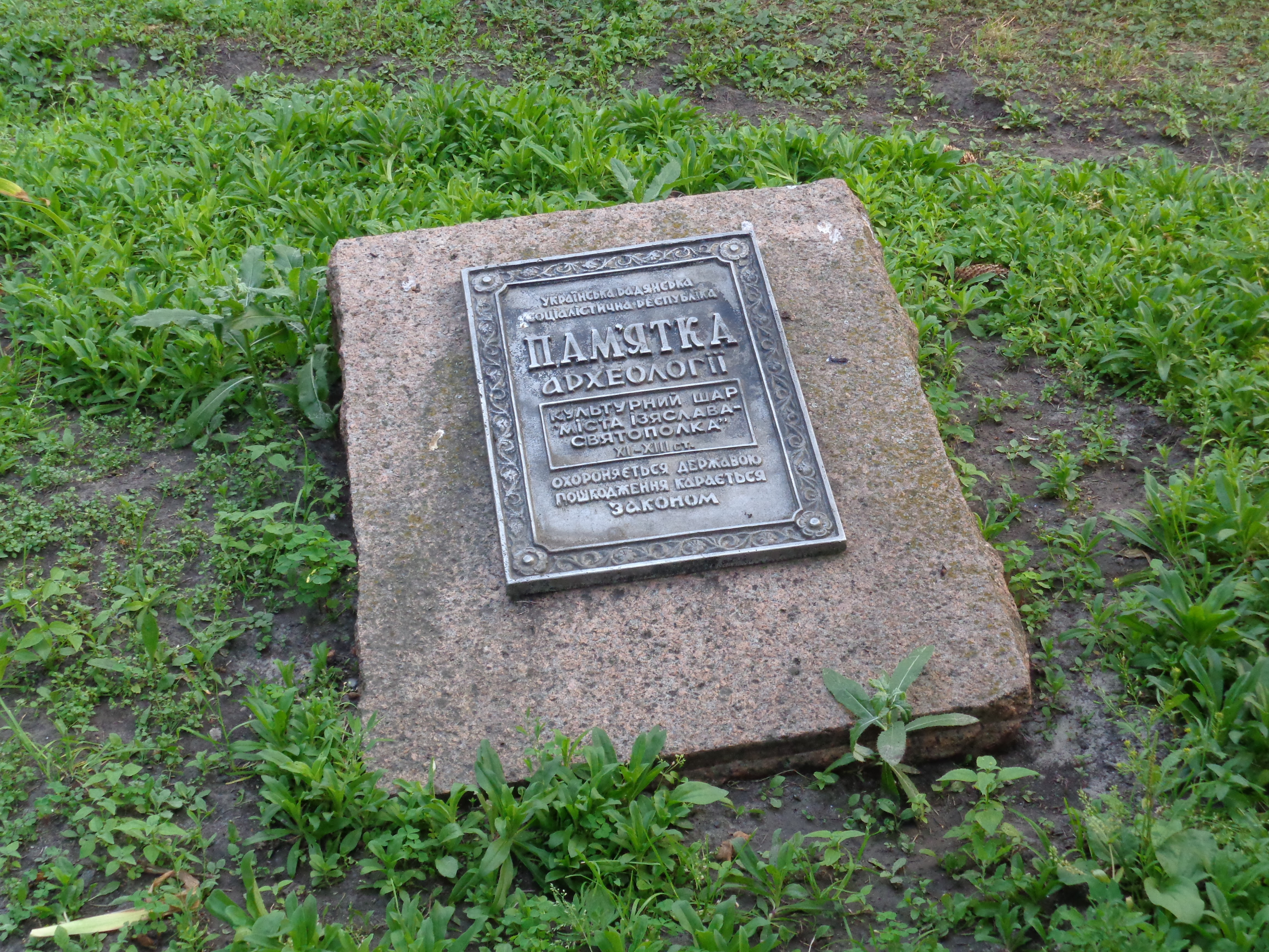
Охоронна дошка культурного шару міста Ізяслава-Святополка

Територію району почали освоювати в X ст. В 2-й половині X — на поч. XI ст. тут розміщувався язичницький, а пізніше — християнський могильник. Розкопки 1996—1999 виявили понад 20 підкурганних поховань того часу за обрядом тілопокладення. Частина з них була в дерев'яних камерах. За кількістю знайденого там інвентарю ці поховання належать до найбагатших у Києві. За часів великого князя київського Ярослава Мудрого район увійшов до оборонної системи Ярослава міста й зовні був обнесений потужними валами. В давньоруський час внутрішнього кільця оборонних валів не було, а захист обмежувався лише ярами та, ймовірно, дерев'яною огорожею. Внутрішня лінія валів, яку поміщають на реконструкціях давньоруського Києва, була збудована лише у 1680-ті рр. — т. зв. Михайлівський Поперечний вал.
В XI—XIII ст. район був щільно забудований і мав свою вуличну структуру. Тут знаходилися два чи три міські монастирі та, ймовірно, резиденція великого князя київського Ізяслава Ярославича і його синів. Забудова складалася переважно з наземних зрубних та стовпово-каркасних будівель, які належали до житлових та господарсько-ремісничих комплексів. Речові знахідки скоріш характерні для міського кварталу, а не для монастирської території. Виявлено рештки низки ремісничих майстерень, серед яких особливий інтерес становить «житло-майстерня художника», де знайдено посудини для фарб, предмети ювелірного мистецтва, бурштин, набір інструментів. Крім побутових та виробничих речей, знайдено чимало виробів прикладного мистецтва культового призначення, князівські актові печатки, візантійські й інші монети. Тут переважно мешкало міське населення, яке обслуговувало світських феодалів та монастирі. На території «города Ізяслава-Святополка» виявлено 13 скарбів ювелірних речей, велику кількість монетних гривен, три монументальні різьблені плити з овруцького шиферу із зображенням святих-вершників, фрагмент плити із зображенням грифона.
Великий князь київський Ізяслав Ярославич заснував на цій території один з перших давньоруських монастирів на честь свого небесного покровителя св. Димитрія Солунського і близько 1062 збудував однойменний собор. У цьому ж монастирі старший син Ізяслава Ярополк між 1085—1087 рр. заснував церкву св. Петра, в якій і був похований 1087. За літописом, 1128 печерські ченці захопили церкву св. Димитрія та «неправедно» перейменували її на св. Петра. Рештки Димитріївського собору (садиби по вул. Трьохсвятительській, 4 та 4-а) розкопано О.Анненковим 1838, частково вони фіксувалися в 1936 та 1980 рр. Димитріївський яр, по трасі якого прокладено сучасну вул. Трьохсвятительську, проходив повз цю садибу. Собор був шестистовпним триапсидним храмом завдовжки бл. 28 м і завширшки 19,5 м. З північного заходу та південного заходу до собору прилягали прибудови — хрещальня та сходова вежа. З двох боків містилися галереї. Був прикрашений фресковим розписом та мозаїкою. Саме до цього собору належать згадані монументальні різьблені плити із зображеннями святих вершників.
Інший син Ізяслава великий князь київський Святополк Ізяславич у 1108—1113 рр. збудував одну з найкращих пам'яток вітчизняної архітектури — Михайлівську Золотоверху церкву, яка стала соборною церквою багатого і впливового монастиря. На північний захід від собору в 1270–1280-х рр. зведено муровану надбрамну церкву, яка не згадується в писемних джерелах, але досліджена археологічно 1998—1999. Це була невелика споруда з двох паралельних пілонів та проїзду між ними. В західному пілоні знаходилися сходи на другий ярус та приміщення для сторожі, а до східного була прибудована апсида з престолом усередині. На другому ярусі розміщалася надбрамна церква, яка зовні була покрита рожевим та білим тиньком, прикрашена фресковим розписом і мозаїчним образом або іконою. На фресці збереглися давньоруські графіті. Зовнішні розміри: довжина вздовж проїзду — 8,4 м, ширина — 10,8 м. Кладка з плінфи, рівношарова. В кладці верхніх частин брами — сліди ремонту з пальчастої цегли. До брами підходила потужна дерев'яна огорожа. Зруйнована, імовірно, в 2-й половині XIII ст. Її рештки нині перекрито захисним павільйоном. Після відновлення Київської православної митрополії в 1620–30-х рр. Михайлівський Золотоверхий собор став резиденцією митрополитів. У XVIII ст. був перебудований у стилі українського бароко.

## Поховання
У різні часи на території собору було поховано князів Святополка Ізяславича (1113), Святополка Юрійовича (1190), Гліба Юрійовича (1196), митрополитів (Іова Борецького) (1631), (Ісайю Копинського) (1640), до 1930-х рр. тут зберігалися мощі св. Варвари великомучениці (згодом у Андріївській церкві, нині — у Володимирському соборі).

## Подальша забудова
Археологічні дослідження 1996–99 показали, що життя на території «города Ізяслава-Святополка» не переривалося і після Батиєвої навали 1240 р.. В ході розкопок виявлено об'єкти XIV—XVIII ст. з різноманітними знахідками. Після XIV ст. Михайлівський Золотоверхий монастир поширився майже на весь район. Відтоді й сама гора стала називатися Михайлівською. В писемних джерелах XVII—XVIII ст. Михайлівським відділенням називався й увесь район.
1935–37 Михайлівський Золотоверхий собор, дзвіницю монастиря та частину інших споруд було знищено. Перед руйнуванням собору частину фресок та мозаїк його оздоблення вдалося музеєфікувати. 1998—2002 собор, дзвіницю, Економічну браму з частиною мурів відновлено.
Від 1965 територія «города Ізяслава-Святополка» є заповідною археологічною зоною державного значення.